# Талит
Талитът или Талес (на иврит: טַלִּית) е молитвено покривало в юдаизма. Образът и цветовете на талита са залегнали в знамето на Израел.
Обичайно талитът се изработва от вълна, но може да се използват и други материали, като лен, памук, коприна, а в най-ново време дори и синтетика. Нормалния му размер е 1 х 1,5 м, но има и други размери. От четири му ъгли се спускат връзки с ресни цицит. Обикновено в горната му част са втъкават две сини или черни ивици.
Обичайно молещите се го надяват по време на сутрешната молитва и по време на четенето на Тората. В много еврейски общности се носи по време на всяка молитва, като бащите го надяват по време на обрязване на синовете си докато тече цялата процедура. Много кабалисти и равини го носят по цял ден когато изучават Тората. В някои хасидски общности се молят с талит всяка събота вечер. Сефарадите го слагат по време на сватба. Всички евреи по традиция се погребват в талит.